# M/S Silja Symphony

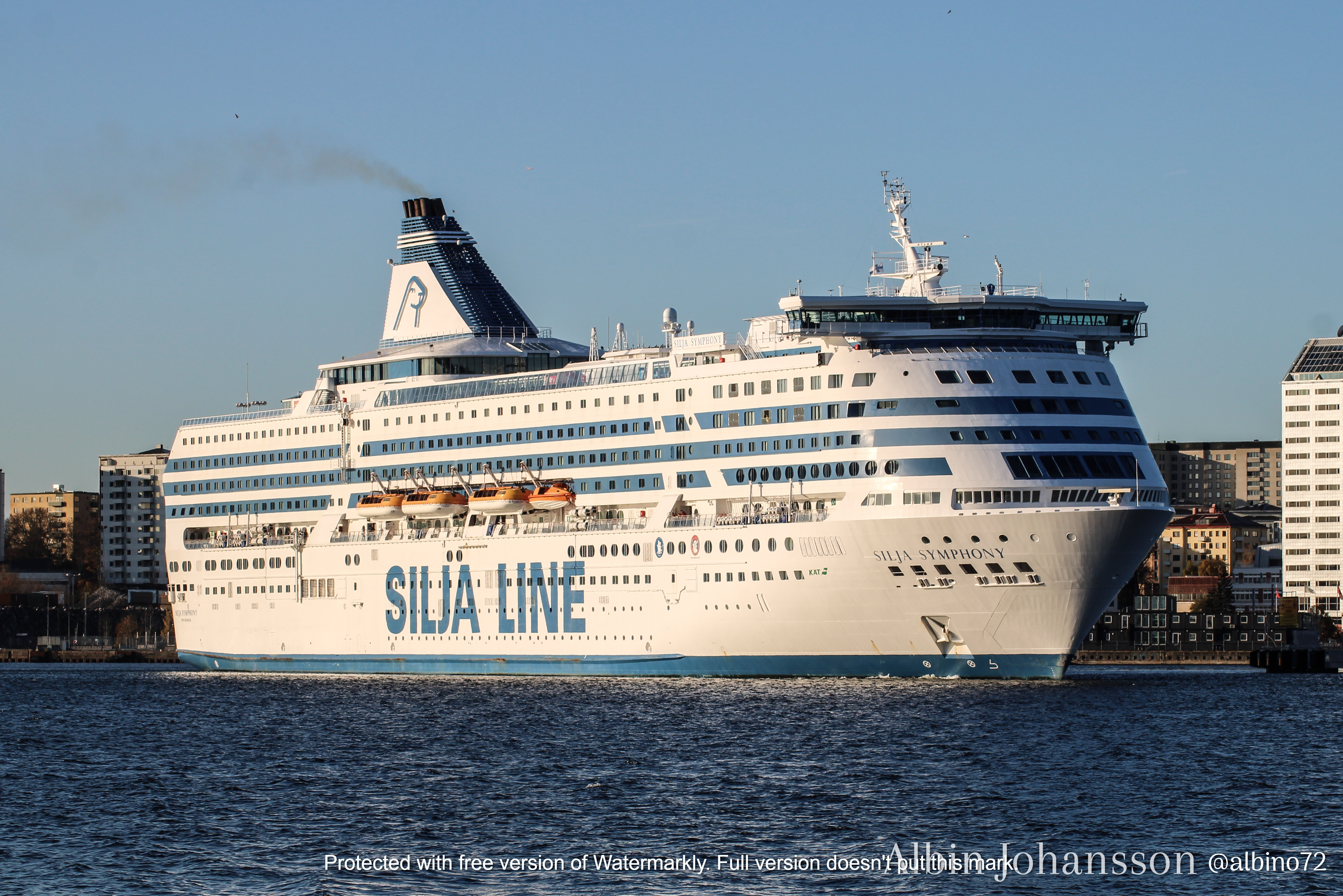

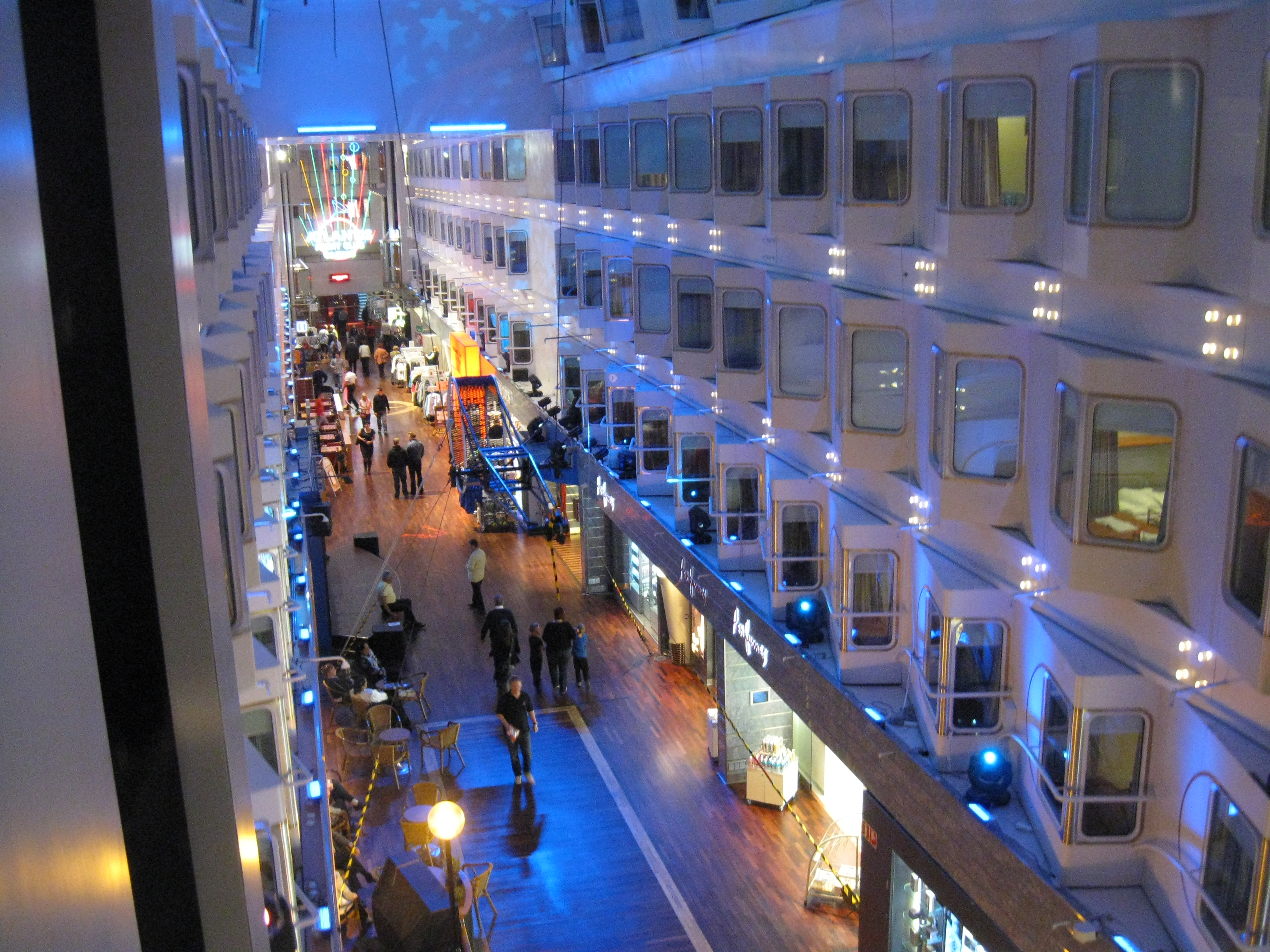
Promenaden på Silja Symphony

M/S Silja Symphony är en kryssningsfärja som ägs av Tallink Group och trafikerar för Silja Line, på linjen Stockholm - Helsingfors via Mariehamn.

## Historia
Fartyget byggdes på Pernovarvet i Åbo och togs i trafik den 31 maj 1991. Fartyget totalrenoverades under 2014.
När Silja Symphony togs i bruk på sträckan Helsingfors-Stockholm var redan systerfartyget M/S Silja Serenade i trafik sedan året innan på samma sträcka. Dessa två fartyg är kända för sina 140 meter långa gågator (promenader), kring vilka de är uppbyggda.
Silja Symphony var det tredje fartyget att ankomma till Estonias förlisningsplats natten till den 28 september 1994.
Under januari 2019 renoverades fartyget på samma sätt som Silja Serenade, framför allt byggdes restauranger och nattklubb liksom hytter om. I februari 2019 ägde en auktion rum under vilken saker som tagits bort från fartyget auktionerades ut. Auktionen ägde rum i Magasinterminalen i Helsingfors.
Det finns några små yttre skillnader som Symphony kan skiljas åt från systerfartyget Serenade: de yttre däcken på Symphony är målade ljusblå (de är gröna på Serenade) och sälens ögon på Symphonys skorsten är blå medan de är vita med en blå kontur på Serenade.

## Fartygsfakta
Antal däcksplan är 13 och fartyget kan ta ombord 2 852 passagerare. Hemmahamn är Stockholm. Den seglar på rutten Stockholm - Mariehamn - Helsingfors, men under sommaren 2020 tjänstgjorde hon på de tillfälliga rutterna Stockholm - Visby och Stockholm - Härnösand. Under sommaren 2021 seglade Symphony åter rutten Stockholm - Visby och också Stockholm - Ystad - Visby.

### Däck
1. (Våning Stjärna (★)) New York Club och Lounge, kommandobrygga, skorsten.[6] I hissarna som går upp dit finns en stjärnknapp. Hissarna som går upp dit är de aktre "glashissarna".[6]
2. På däck 12 finns soldäck, Sunflower Oasis[7] och Moonlight Promenade.[6]
3. Likadana hytter som däck 10, men här finns också Executive suite. Om man är Commodore-passagerare finns en egen spiraltrappa ner till Commodore lounge på däck 10. Familjehytterna har utsikt in i promenaden.[8]
4. hytter som på däck 8, men med Commodore-hytter och Commodore Lounge för Commodore-gäster.[6]
5. Likadana hytter som på däck 8, men också Junior Suite-hytter. Dessa finns i teman Vår, Sommar och Höst.[6]
6. Atlantis Palace och hytter (A-hytter, promenadehytter (a-hytter med fönster inåt promenaden),fFamiljehytter med sjöutsikt och några få b-hytter)[6]
7. Promenaden, butiker, Atlantis Palace och kasino. Det finns även ett utedäck på sidorna.[6][7]
8. Ordnade från aktern framåt: Grande Buffet, Tax free superstore (fartygets huvudsakliga affär), Tavolàta (en italiensk restaurang), konferens.[6][7]
9. A-hytter, B-hytter, personalutrymmen, drivers club och Silja land. På Silja Symphony finns två huvudsakliga trapphus, två parallella i fören och likaså två i aktern. På däck fem är för och akter åtskilda från varandra med personalutrymmen på däck fem, så för att kunna ta sig från för till akter måste man gå upp till däck sex eller högre. Silja land är ett lekland i fören. Förut befann sig Silja land i promenaden på däck 7.[6]
10. Bilplattform, bildäck[6]
11. Bildäck[6]
12. C-hytter och maskinrum[6]
13. Maskinrum

### Faciliteter
- 25 konferensrum (med plats för 10–460 personer[källa behövs])
- 7 barer
- Skybar (200 sittplatser)
- 6 restauranger (med plats för 1 000 personer i de 3 största)
- 6 butiker
- Bad- och bastuavdelning (med plats för 90 personer )
- Bubbelbad

## Bildgalleri

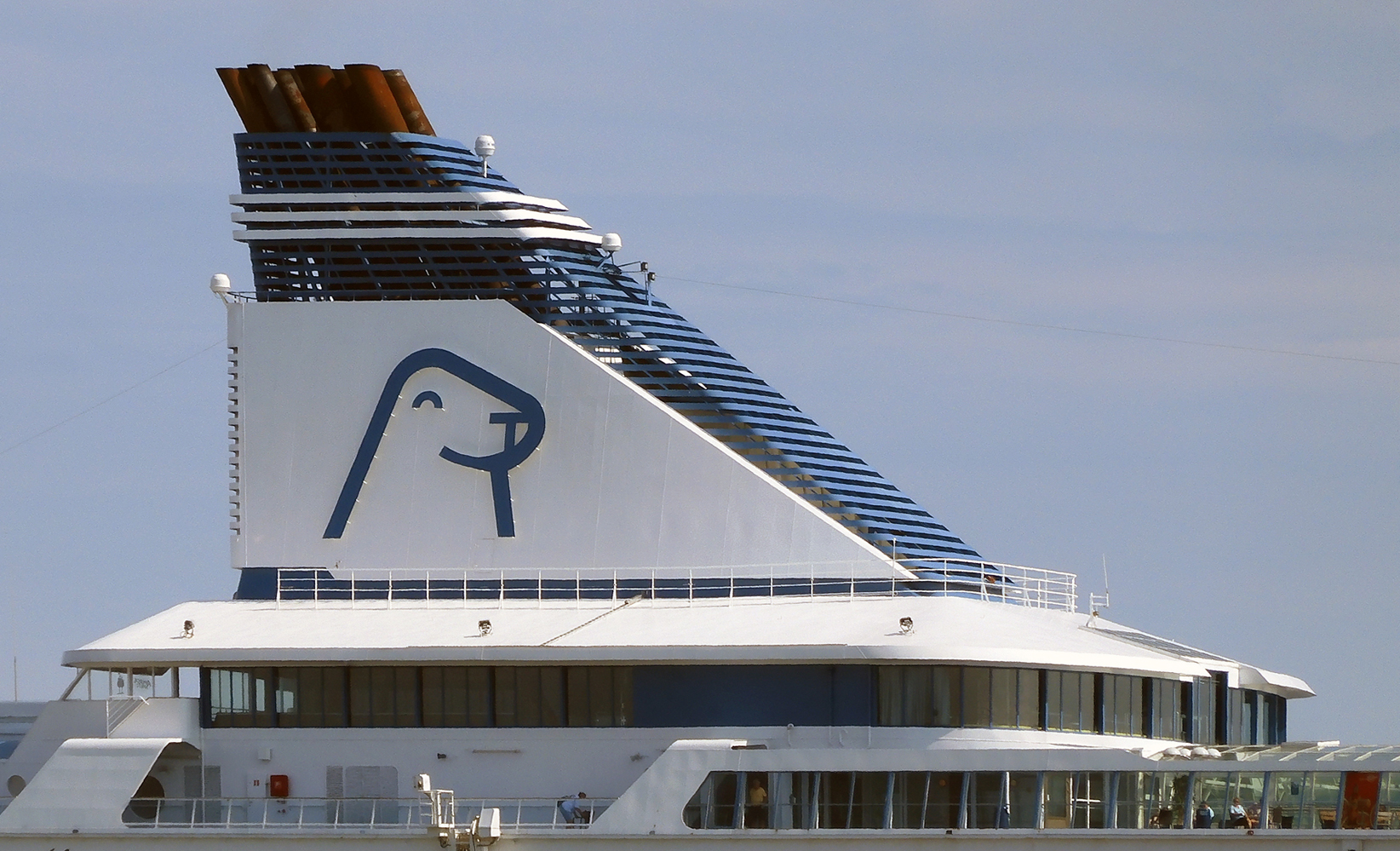
Skorstenen och de övre salongerna
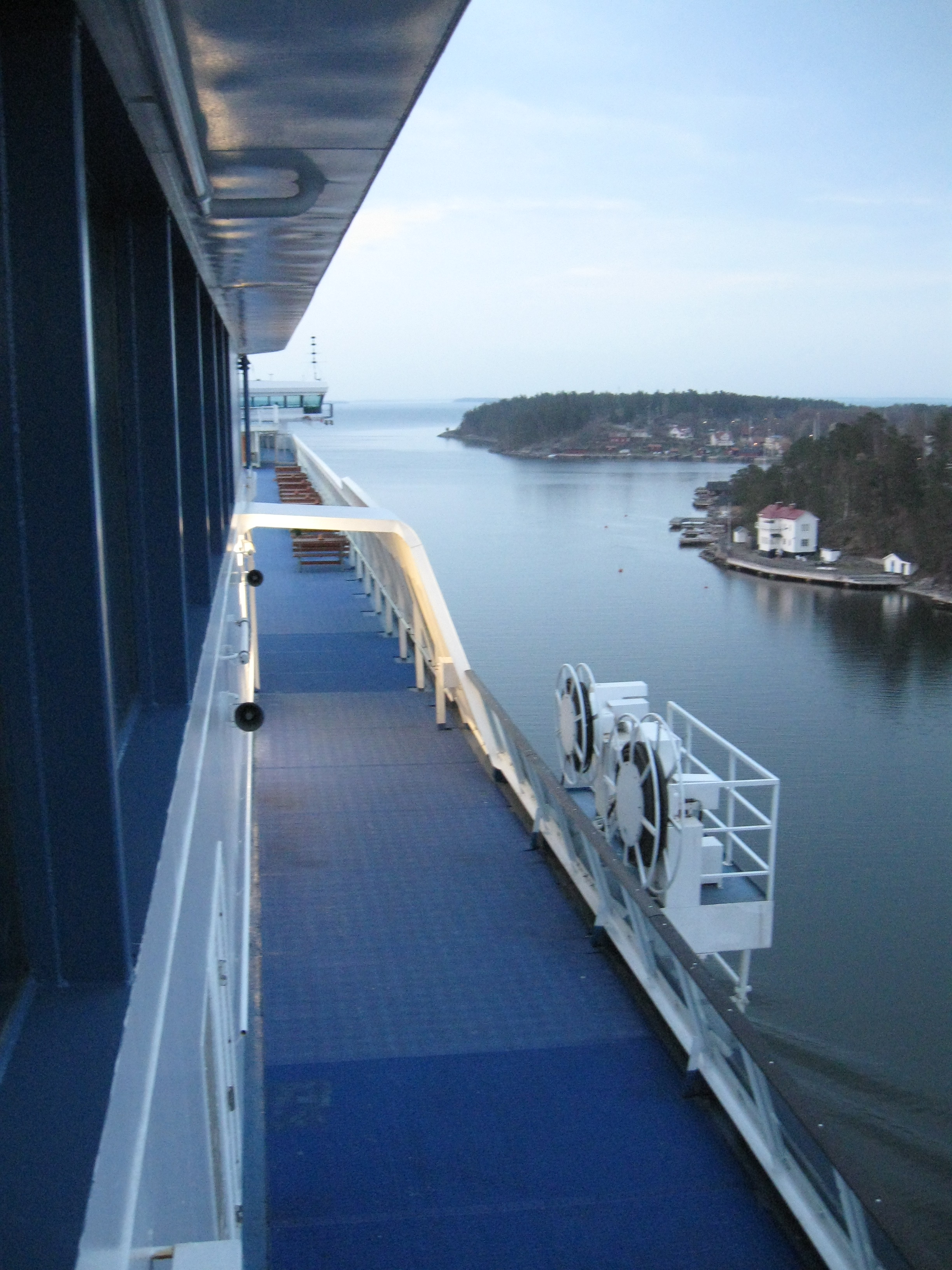
Övre däck
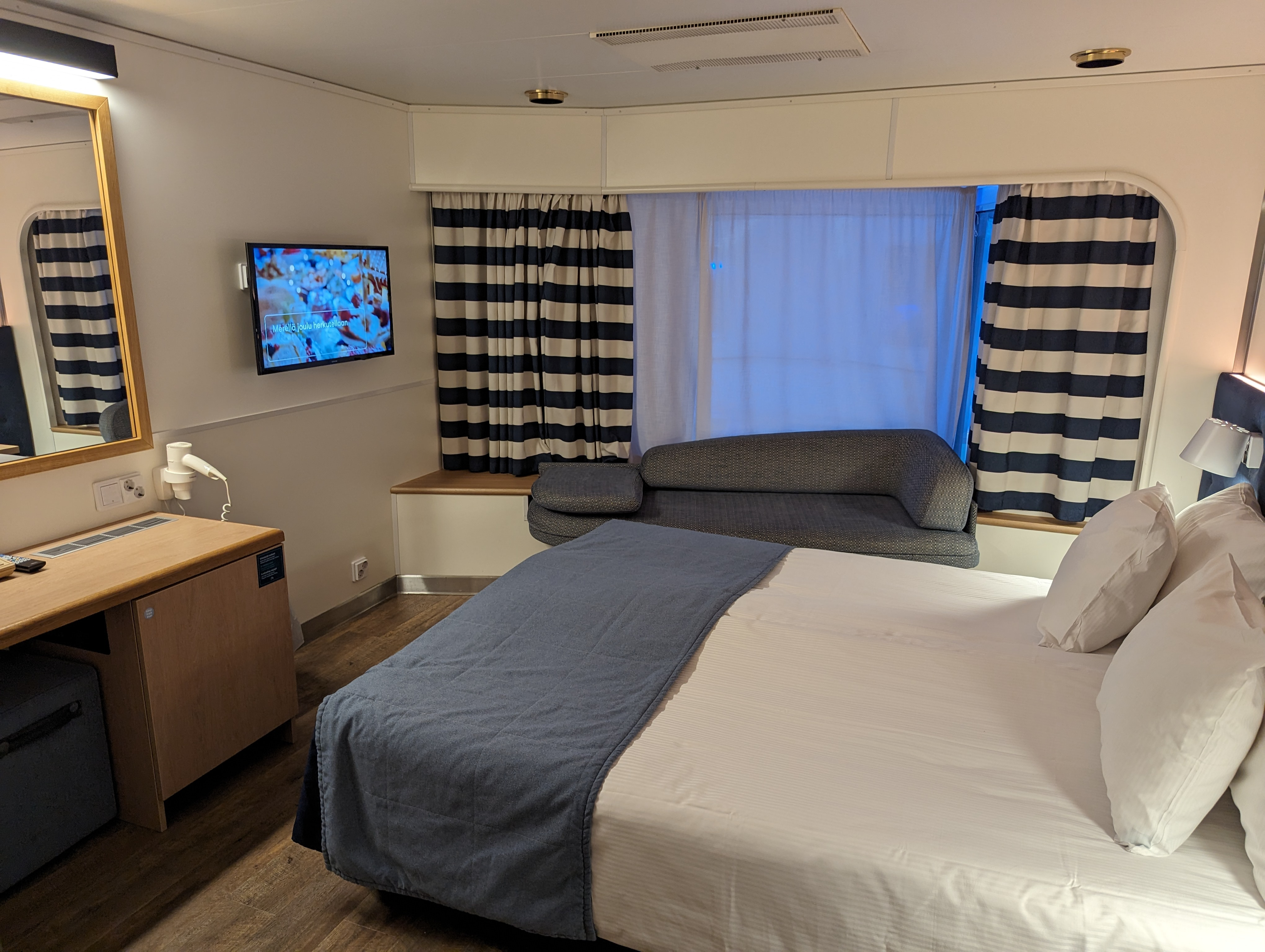
Deluxe Hytt
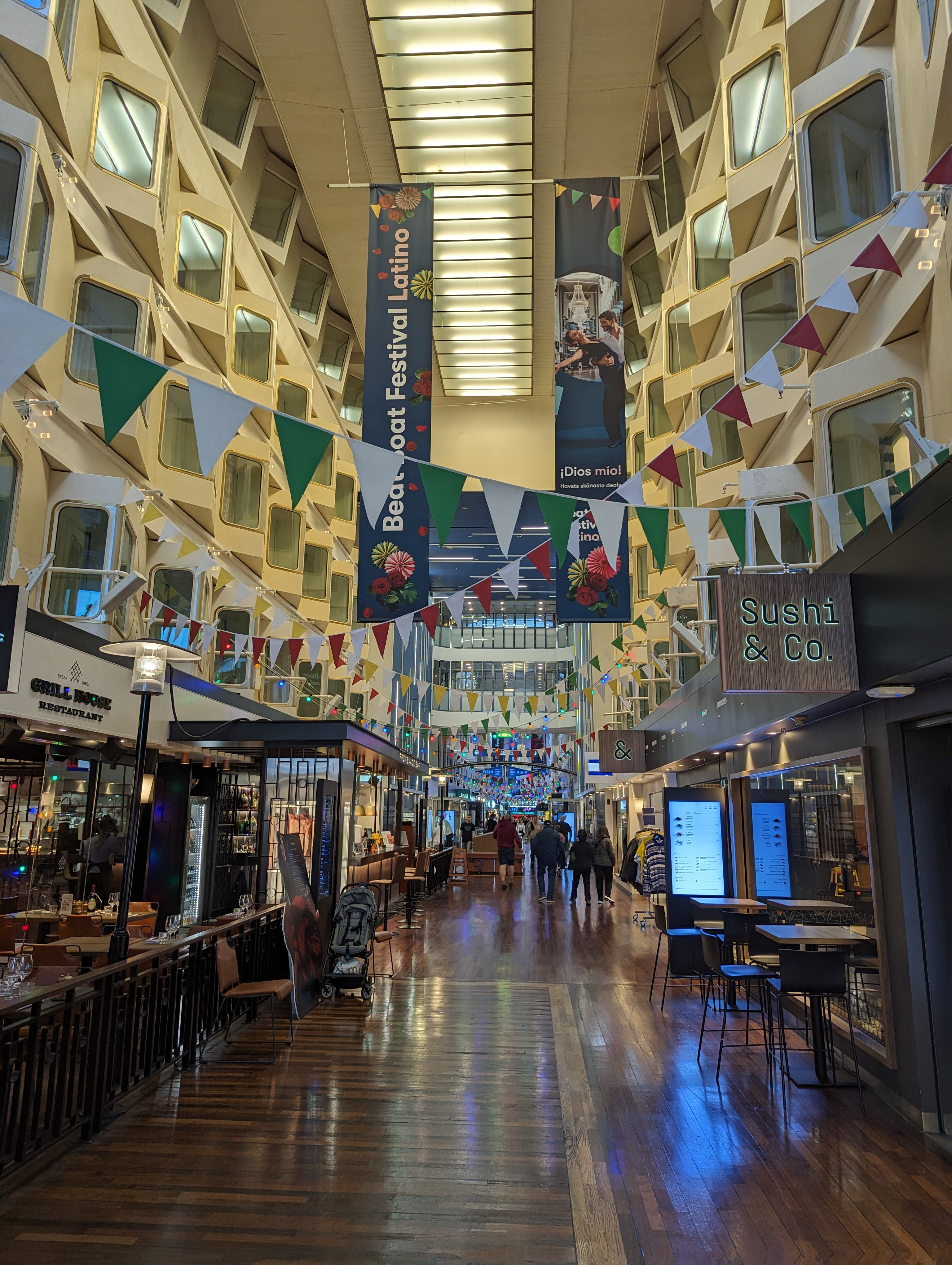
Promenadedäck
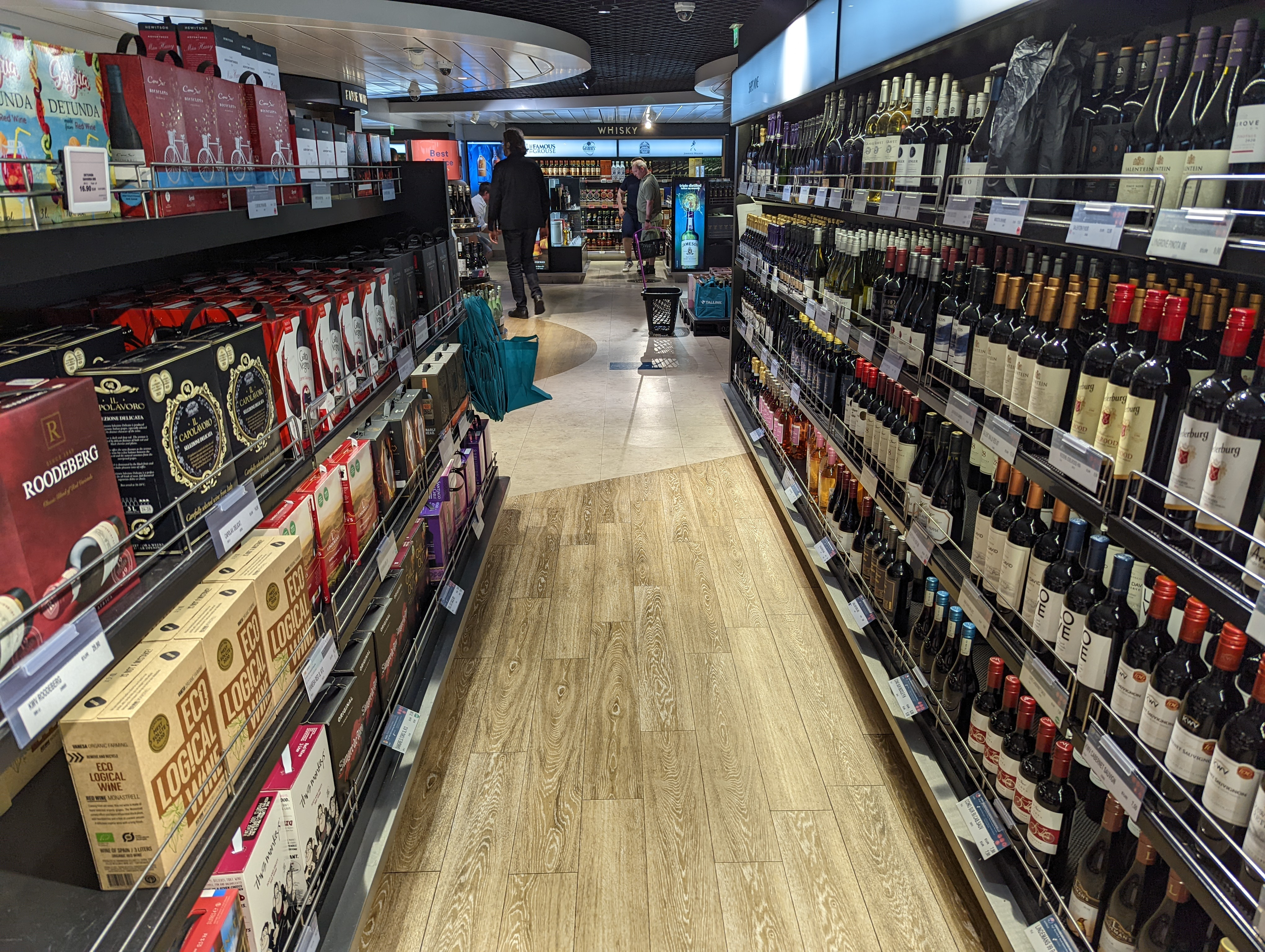
Tax-free
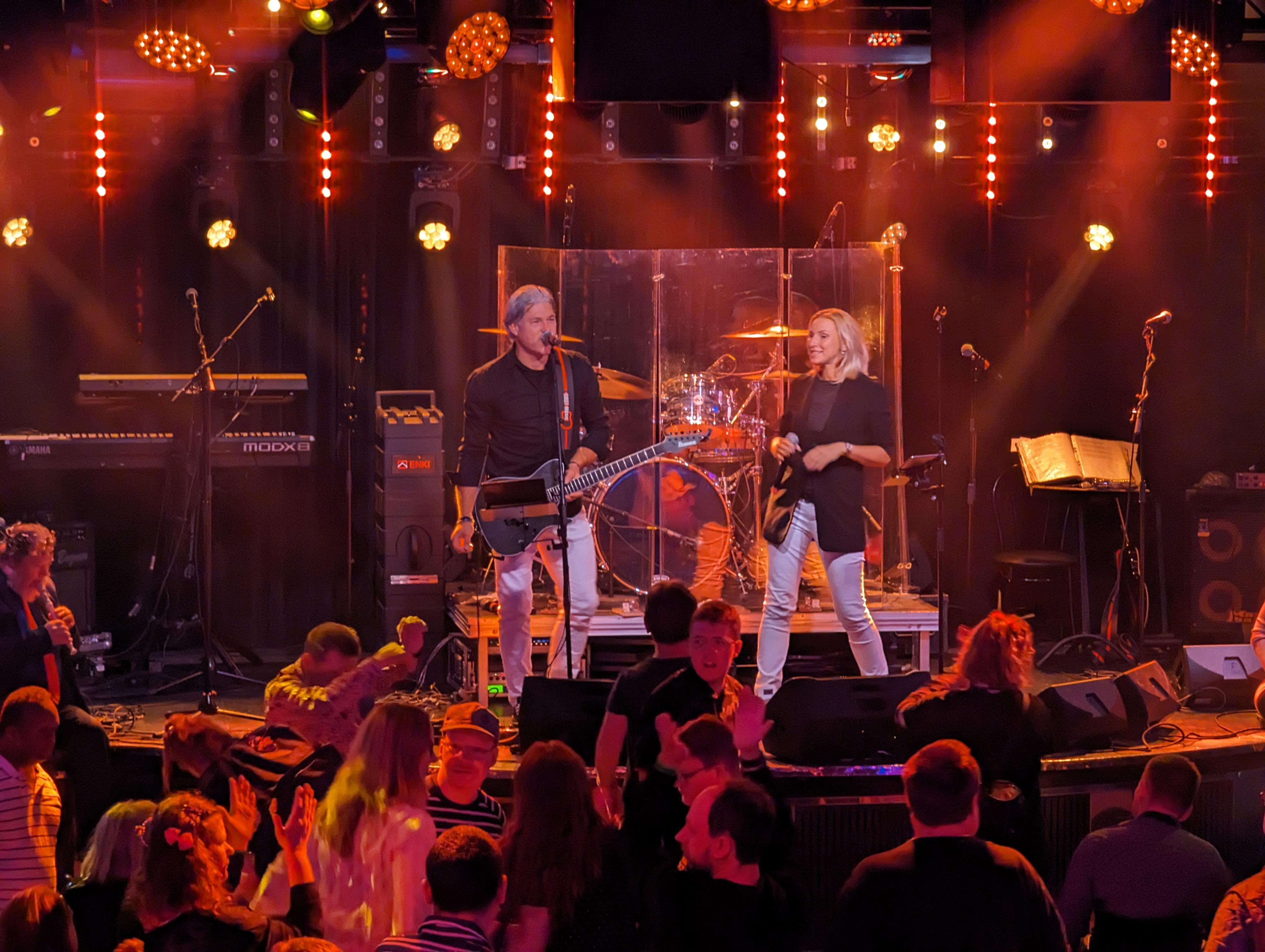
Golden Vocies uppträder i Starlight
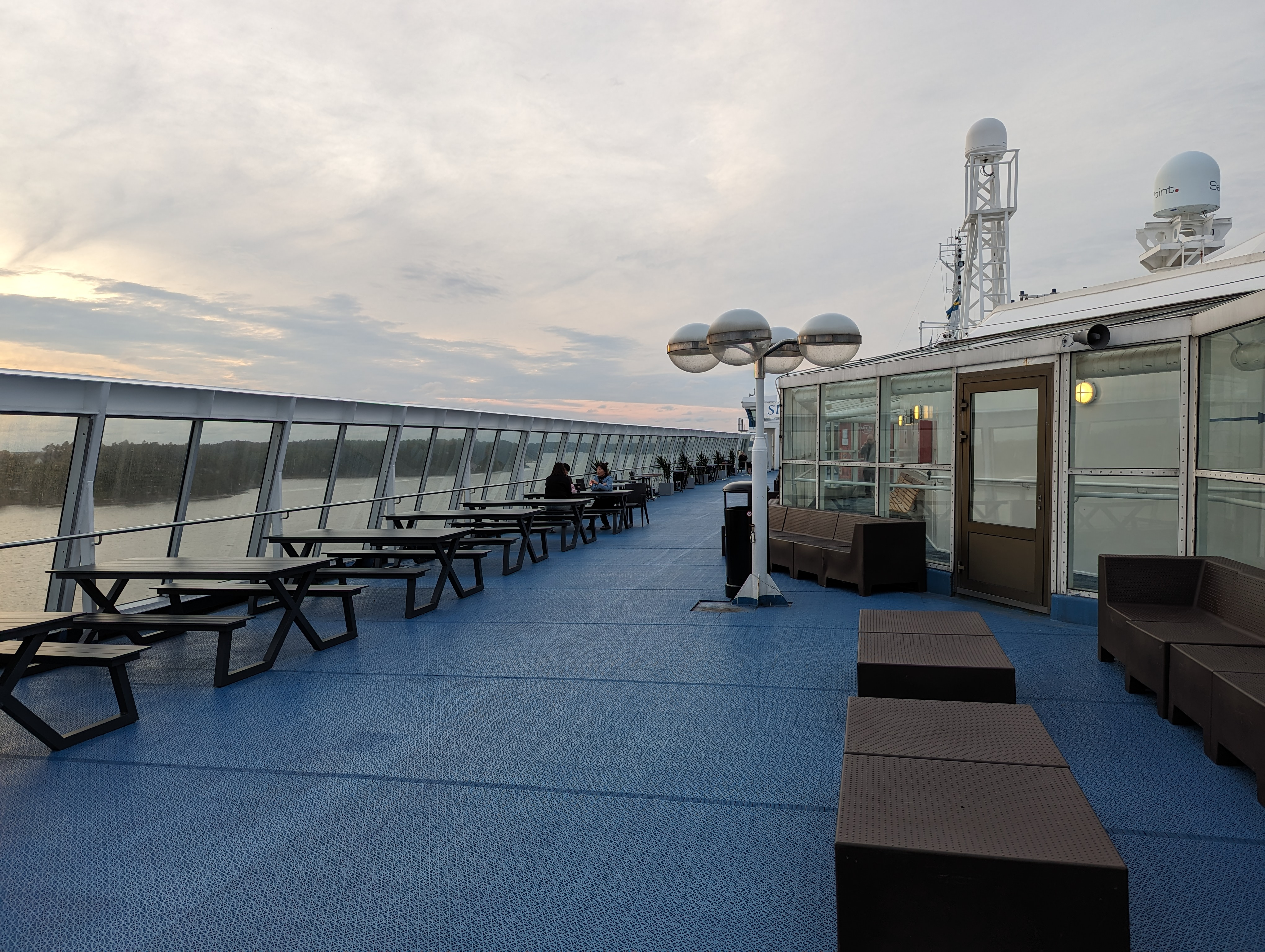
Babord på soldäck
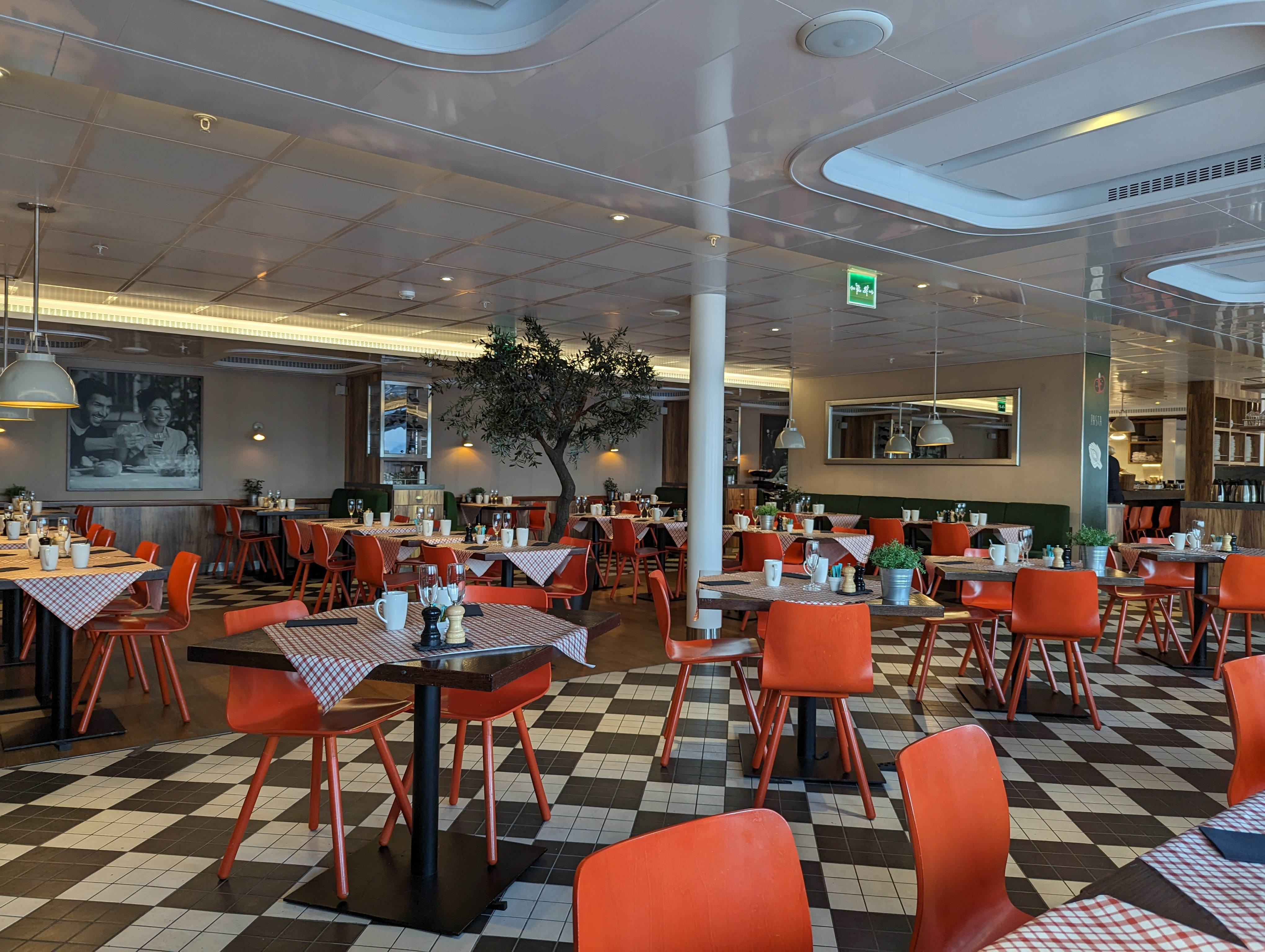
Restaurangen Tavolàta

## Systerfartyg
- M/S Silja Serenade